# 静岡市立清水中河内小学校
静岡市立清水中河内小学校（しずおかしりつ しみずなかごうちしょうがっこう）は、静岡県静岡市清水区中河内にあった公立小学校。

## 沿革
- 1874年（明治7年）11月15日 - 宝樹寺に「一精舎」創立。分校を和田島に置く[1]。
- 1884年（明治17年）7月 - 「中河内村立中河内小学校」に改称、和田島分校を分離[1]。
- 1886年（明治19年）4月 - 「中河内尋常小学校」に改称[1]。
- 1889年（明治22年）12月21日 - 「炭焼尋常小学校 中河内分教室」に改称[1]。
- 1892年（明治25年）7月 - 「両河内村立中河内尋常小学校」に改称[1]。
- 1895年（明治28年）4月1日 - 現在地に移転[1]。
- 1941年（昭和16年）4月1日 - 「庵原郡両河内村立中河内国民学校」に改称[1]。
- 1947年（昭和22年）4月1日 - 「庵原郡両河内村立中河内小学校」に改称[1]。
- 1961年（昭和36年）6月29日 - 清水市との合併により、「清水市立中河内小学校」に改称[1]。
- 1976年（昭和51年）2月28日 - 開校100周年記念式典[1]。
- 2003年（平成15年）4月1日 - 静岡市との合併に伴い、「静岡市立清水中河内小学校」に改称[1]。
- 2022年（令和4年）3月31日 - 閉校、「静岡市立両河内小中学校」に統合。

## 通学区域
清水区
- 中河内

## アクセス
- 静岡市自主運行バス両河内線 「中河内学校前」停留所から、徒歩2分